# Amor ajeno
Amor ajeno é uma telenovela mexicana produzida por Irene Sabido pela Televisa e exibida pelo Canal de las Estrellas em 1983.
A trama foi exibida inicialmente no horário das 17h, compartilhando a faixa com a novela Bianca Vidal, transmitida às 17h30 e já em sua fase final. Após o término de Bianca Vidal, esta passou a dividir o horário com a telenovela Amalia Batista, também exibida às 17h30.
Foi protagonizada por Irma Lozano e Jorge Lavat e antagonizada por Úrsula Prats e Miguel Manzano.

## Enredo
Uma mulher reprimida acaba se apaixonando por um homem, que acaba sendo disputado por sua melhor amiga, descrita como altruísta, hipócrita e egoísta.

## Elenco
- Irma Lozano - Déborah de la Serna
- Jorge Lavat - Charlie
- Úrsula Prats - Úrsula Enríquez
- Ramón Pons - Pablo Enríquez
- Bertha Moss - Sara Ruiz
- Patricia Thomas - Doris Castellanos
- Kitty de Hoyos - Susana/Ivonne
- Tony Carbajal - Oscar Enríquez
- Miguel Manzano - Jaime de la Serna
- Manuel Ojeda - Roberto Castellanos
- Manuel Capetillo - Gonzalo Durán
- Karmen Erpenbach - Elisa
- Elizabeth Aguilar - María
- Fabián - Juan Luis
- Héctor Flores - Alfredo
- Irma Porter - Margarita
- Margarita Gralia - Carla
- Antonio Ruiz - Enrico
- Arturo Benavides - Ricardo
- Rubén Bringas - Leo
- Bob Nelson - John
- Agustín López - Fiscal
- Antonio Miguel
- Carmen Manzano
- Rebeca Manríquez

## Versões
- Amor ajeno é um remake da telenovela Entre brumas, produzida por Ernesto Alonso em 1973, dirigida também por Julio Castillo e protagonizada por Chela Castro e Ricardo Blume e antagonizada por Rita Macedo. As autoras Fernanda Villeli e Marissa Garrido modernizaram a historia pois a original se passava em um pequeno povo da Inglaterra, enquanto que a nova versão se passa no México.

## Prêmios e Indicações

### Prêmio TVyNovelas 1984
| Categoria                 | Nomeado(a)     | Resultado |
| ------------------------- | -------------- | --------- |
| Melhor telenovela         | Irene Sabido   | Nomeada   |
| Melhor atriz protagonista | Irma Lozano    | Nominada  |
| Melhor ator protagonista  | Jorge Lavat    | Nomeado   |
| Melhor vilã               | Úrsula Prats   | Nomeada   |
| Melhor vilão              | Miguel Manzano | Nomeado   |